# Царева, Виктория Денисовна
Виктория Денисовна Царева (род. 21 января 2005 года, Санкт-Петербург) — российская спортсменка, борец вольного стиля. Призёрка чемпионата России 2025. Мастер спорта России.

## Биография
Родилась Виктория 21 января 2005 года в городе Санкт-Петербург. Начала заниматься вольной борьбой в 13 лет под руководством двух тренеров - Лебедевой Веронике Андреевной и Матвеева Александра Ивановича.

## Спортивная карьера
Первые серьезные результаты по кадетам (до 17 лет) к ней пришли в апреле 2022 года, когда она сразу же стала победительницей первенства России в Наро-Фоминске в весе до 73 кг. В мае 2022 года она стала финалисткой международного турнира «Stayki Open» в Беларуси. В марте 2023 года Царева смогла добраться до финала международного турнира среди юниоров (до 20 лет) памяти Романа Дмитриева в Якутске, уступив в финале Марии Силиной из Краснодарского края. В апреле 2024 года Виктория добыла бронзовую медаль первенства России среди юниоров, прошедший в подмосковном Наро-Фоминске. В ноябре 2024 года была третьей на турнире Ольги и Натальи Смирновых в Чебоксарах. В марте 2025 года Царева выиграла международный турнир среди юниоров памяти Романа Дмитриева в весе до 72 кг. В конце июня 2025 года впервые смогла взять бронзовую медаль на взрослом чемпионата России в Москве в весовой категории до 72 кг.

## Спортивные достижения
Взрослый уровень
- Чемпионат России 2025 — ;

Кадетский и юниорский уровень
- Первенство России 2022 — ;
- «Stayki Open» 2022 — ;
- Мемориал Романа Дмитриева 2023 — ;
- Первенство России 2024 — ;
- Турнир на призы Ольги и Натальи Смирновых — ;
- Мемориал Романа Дмитриева 2025 — ;